# HD 127726
HD 127726 är en vit stjärna i huvudserien i Björnvaktarens stjärnbild.
Stjärnan har visuell magnitud +6,02 och är synlig för blotta ögat vid god seeing.